# Barco (Bibbiano)
Barco (Bèrch in dialetto reggiano) è la maggior frazione del comune di Bibbiano in provincia di Reggio Emilia.

## Geografia fisica
Barco si trova a 3 km a nord da Bibbiano, presso il confine con i comuni di Cavriago e Montecchio Emilia. Dista da Reggio Emilia 10,7 chilometri.

## Storia
Barco risulta menzionata per la prima volta in un diploma del 781 nel quale vengono fissati i confini della diocesi di Reggio. Citata in un documento del 1173 dell'abbazia di Marola, la località fu in seguito annessa al marchesato di Montecchio. Nel 1859, con il decreto Farini che istituiva il comune di Bibbiano, Barco fu unita a quest'ultima entità.

## Monumenti e luoghi d'interesse
- Chiesa di San Pietro Apostolo, in origine appartenente alla diocesi di Parma, fu trasferita alla diocesi di Reggio nel 1822 e unita al vicariato di Bibbiano[1]. L'attuale fabbricato fu costruito nel 1645 e rimaneggiata alla fine del XVIII secolo. Il campanile, eretto nel 1708 e crollato in seguito ad un terremoto, fu ricostruito nel 1821.
- Oratorio di San Rocco, fu costruita nel 1631 in occasione dell'epidemia di peste[1]. La facciata fu completata nel 1778.

### Monumento al Parmigiano-Reggiano
Domenica 5 ottobre 2008 a Barco è stato inaugurato il primo monumento al Parmigiano-Reggiano, composto da tre elementi: un blocco di marmo di Carrara da 3 metri e mezzo d'altezza per 32 tonnellate di peso che rappresenta uno spicchio di forma di Parmigiano-Reggiano, un coltellino a goccia gigante e una parete con gelosie sfalsate tipiche dell'architettura dei caseifici reggiani. Disegnato da Michelangelo Galliani, il monumento è stato sistemato sopra un prato d'erba verde (il cibo con cui sono alimentate le vacche produttrici di latte).
Le origini del Parmigiano-Reggiano risalgono al Medioevo e vengono generalmente collocate attorno al XII secolo; la leggenda secondo cui il luogo d'origine sarebbe appunto Barco di Bibbiano, paese che si è autoproclamato "culla del Parmigiano-Reggiano", non trovano in realtà alcun riscontro nei documenti e nelle testimonianze storiche.

## Società

### Asilo nido eco-compatibile
A Barco si trova uno dei maggiori poli scolastici biocompatibili d'Italia: un asilo nido inaugurato il 6 settembre 2008 che sfrutta l'energia geotermica e quella fotovoltaica, nonché un impianto di recupero dell'acqua piovana.

## Infrastrutture e trasporti

### Strade
Barco è uno snodo stradale di primaria importanza nella zona della val d'Enza, è situata infatti all'intersezione tra la SP 28, che unisce Reggio Emilia a Montecchio Emilia e la SP 22, che da Barco giunge sino a San Polo d'Enza.

### Ferrovie
Barco è dotata di una propria fermata lungo la linea locale Reggio-Ciano in paese raggiungibile da via Cesare Battisti e Via Guerrino Neviani, mentre un'altra fermata si trova lungo la Strada Provinciale 28 verso Montecchio raggiungibile tramite autobus per i montecchiesi. Fino al 1955 dalla stazione di Barco dipartiva una breve linea ferroviaria che univa il paese a Montecchio.

## Sport
La principale squadra sportiva del paese è il Boca Barco, che compete a livello dilettantistico nel calcio e nella pallavolo.